# Michael Mailer
Ne doit pas être confondu avec Norman Mailer.
Michael Mailer est un producteur de films américain né en 1964.
Il a produit plus de 20 films et a fondé l’entreprise de production Michael Mailer Films, qu’il dirige.

## Vie privée
Il a cinq sœurs et trois frères. Il a été le conjoint de Sandra Bullock.[réf. nécessaire] Il a épousé la chanteuse Sasha Lazard en 2004 avec qui il a un fils, Cyrus.

## Filmographie
- 1989 : Brouilles et Embrouilles
- 1996 : The Money Shot
- 1997 : Two Girls and a Guy
- 1999 : Catalina Trust
- 1999 : Giving It Up
- 1999 : Black and White
- 2000 : The Last Producer
- 2001 : Harvard Story
- 2002 : Empire
- 2003 : Lost Junction
- 2005 : Loverboy
- 2005 : Devour
- 2008 : Kettle of Fish
- 2009 : The Lodger
- 2009 : Blood and Bone
- 2011 : Au bord du gouffre (The Ledge) de Matthew Chapman
- 2011 : Sunny Side Up
- 2012 : All Wifed Out
- 2013 : The Ghost Club: Spirits Never Die
- 2014 : A Little Game
- 2015 : Friends and Romans
- 2015 : Wild Oats
- 2015 : Student Bodies
- 2015 : The Tourist
- 2015 : Showing Roots
- 2016 : Blind